# Ацетат меди(I)
Ацета́т ме́ди(I) (уксусноки́слая ме́дь, химическая формула — СН3СООСu) — органическая медная соль уксусной кислоты.
При стандартных условиях, ацетат меди(I) — это бесцветные токсичные кристаллы без запаха.

## Химические свойства
При взаимодействии с водой (гидролиз) образуется гидроксид меди(I) (СuОH): 
{\displaystyle {\mathsf {CH3COOCu+HOH\rightleftharpoons CH_{3}COOH+CuOH}}}
На воздухе окисляется до ацетата двухвалентной меди. Дает аддукты с органическими веществами. 

## Получение
- Взаимодействие ацетата меди(II) с водородом или медью (процесс восстановления):

{\displaystyle {\mathsf {2(CH_{3}COO)_{2}Cu+H_{2}\rightarrow 2CH_{3}COOCu+2CH_{3}COOH}}}
{\displaystyle {\mathsf {(CH_{3}COO)_{2}Cu+Cu\rightarrow 2CH3COOCu}}}
- Взаимодействие сульфата гидроксиламиния и ацетата меди(II) в присутствии ацетата аммония.

- Сублимация ацетата меди(II) в вакууме.

## Применение
Катализатор окисления фенолов.